# 約翰·麥提南
小約翰·坎貝爾·麥提南（英語：John Campbell McTiernan, Jr.，1951年1月8日—）是一名美國男導演、編劇和監製。他擅長製作動作片，較知名的作品如《終極戰士》（1987年）、《終極警探》（1988年）與《獵殺紅色十月》（1990年）。
麥提南承認犯有偽證罪。麥提南曾於2000年被發現，他雇用私家偵探安東尼·佩利卡諾非法竊聽查爾斯·羅文和另一名《極速風暴》（2002年）的聯合製片人。從2013年4月至2014年2月間，麥提南被關進聯邦監獄服刑。2013年，在獄中的他宣布破產，主要為了支付律師費和國稅局稅收債務而掙扎著。
他最後一部電影作品《特種部隊》於2003年上映。

## 作品列表
- 1986：《游牧客（英语：Nomads (1986 film)）》-導演，編劇，監製
- 1987：《終極戰士》-導演
- 1988：《終極警探》-導演
- 1990：《獵殺紅色十月》-導演
- 1991：《捍衛入侵者》-監製
- 1992：《燃燒的天堂（英语：Medicine Man (film)）》-導演
- 1993：《最後魔鬼英雄（英语：Last Action Hero）》-導演，監製
- 1995：《終極警探3》-導演，監製
- 1996：《有權保持沉默（英语：The Right to Remain Silent）》-監製（電視電影）
- 1996：《Amanda》-監製
- 1997：《夜半路驚魂（英语：Quicksilver Highway）》-執行製片人（電視電影）
- 1999：《終極奇兵》-導演，監製
- 1999：《偷天遊戲》-導演
- 2002：《極速風暴（英语：Rollerball (2002 film)）》-導演
- 2003：《特種部隊》-導演

## 外部連結
- John McTiernan在互联网电影资料库（IMDb）上的資料（英文）
- "Filmmaker Says He Lied in FBI Probe" Archive.today的存檔，存档日期2008-12-30 The Los Angeles Times, April 18, 2006.
- "Links Between Pellicano, Director Come Into Focus" Archive.today的存檔，存档日期2008-12-30 The Los Angeles Times, April 5, 2006.
- "Film Director Accused of Lying to FBI in Pellicano Scandal" （页面存档备份，存于） The LA Weekly, April 3, 2006.